# Новокузнецки металургичен комбинат
Новокузнецкият металургичен комбинат (на руски: Новокузнецкий металлургический комбинат), съкратено НКМК, е действащо производство и бивша компания в Русия. Намира се в град Новокузнецк (бивш Кузнецк), Кемеровска област, Югозападен Сибир.
Влиза в състава на корпоративната група „Евраз“, която е сред най-големите руски компании в черната металургия. Понастоящем НКМК е промишлена площадка за релсов прокат на ОАО «ЕВРАЗ ЗСМК».
НКМК е сред главните металургични комбинати на Русия и на Съветския съюз. Произвежда предимно железопътни релси. Делът му в производството на релси в страната съставлява около 70 %, а в света – около 9 %. Съгласно изследвания на Всеруския научноизследователски конюнктурен институт в Москва ОАО «НКМК» по обем на релсовата продукция е сред 5-те най-големи производители наред с предприятия в Китай (в градовете Аншан, Далян, Баотоу) и Русия (в Нижни Тагил).

## История
Изграждането му започва в края на 1929 г. след решение за създаване на Кузнецкия металургичен завод край град Кузнецк като втора мощна въглищно-металургична база в Съветския Изток, която да работи с желязна руда от Урал и коксуеми въглища от Сибир. Първият чугун е получен на 3 април 1932 г.
Кузнецкият металургичен завод е преименуван на Кузнецки металургичен комбинат през 1944 г. Преобразуван е в акционерно дружество „Кузнецки металургичен комбинат“ през октомври 1993 година. Дружеството е ликвидирано (2001) чрез раздробяване на нови производствени дружества и завод.
През 2003 г. се създава акционерно дружество „Новокузнецки металургичен комбинат“, в който частично влизат същите предприятия. НКМК влиза в състава на Западносибирския металургичен комбинат (ЗСМК) на 1 юли 2011 г. Обединеното предприятие е регистрирано като акционерно дружество „ЕВРАЗ Обединен западносибирски металургичен комбинат“.